# Jofre de Foixà
Jofre de Foixà o Jaufre de Foixa, conosciuto anche con il nome italianizzato Monaco di Foixa o di Foisson (in francese Moine de Foisson; ... – 1300 circa) è stato un trovatore catalano proveniente da Foixà nella regione dell'Empordà, secondogenito di Bernard di Foixà.

## Biografia
In giovane età entra nell'Ordine francescano e risulta in questa posizione per la prima volta a Monzón nel 1267. Nel 1275 diviene benedettino quasi certamente al monastero di Sant Feliu de Guíxols. Quando la Catalogna viene invasa dalle truppe francesi di Filippo III, il re Pietro III di Aragona nomina Jofre procuratore del monastero di Sant Pere de Galligants affidandogli molte missioni importanti.
Nel 1293 si reca in Sicilia dove è abate della Chiesa di San Giovanni degli Eremiti a Palermo. Qui gode del favore sia di Giacomo II d'Aragona che di Federico II. L'ultima volta che Jofre viene menzionato nelle fonti documentali è nel 1295. Durante la sua permanenza su territorio siciliano, Jofre ha l'incarico da parte di Giacomo II di redigere l'opera che si chiamerà Vers e regles de trobar, ovvero, un trattato sulle regole dell'arte trobadorica e della grammatica limosina. L'opera, contenente molti versi di altri trovatori, era destinata ad accrescersi con i Razos de trobar, redatta verso il 1215, del suo predecessore Ramon Vidal.
In questo periodo, Vidal scriveva:
 Probabilmente, Jofre teneva in gran considerazione la cultura e l'intelligenza (engyn) dei laici per l'ingegnosa realizzazione della loro grammatica in lingua volgare.
L'opera poco sistematica di Vidal, dedicata ai catalani interessati nell'apprendimento della lingua limosina dei trovatori, verrà messa in versi da Terramagnino da Pisa nella sua Doctrina d'Acort.
Tranne l'omissione di alcuni passaggi e le aggiunte di altri, il testo di Terramagnino è alquanto vicino a quello di Raimon Vidal. Oltretutto, la conoscenza della lingua occitana, da parte del grammatico italiano, per dirla con parole di Marshall, era "incerta e frammentaria". Utilizzando i Razos de trobar di Vidal, Jofre de Foixà realizza un'opera molto diversa:

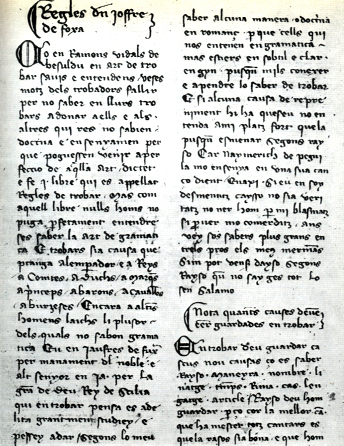
Le Regles de trobar in un manoscritto catalano

Mentre Vidal vede il Lemosi come una lingua viva, utilizzata nel rivolgersi ai parlanti nativi del suo tempo e verificando in modo critico "le regole usate o abusate dei trovatori del passato, Jofre de Foixa considera ormai il Lemosi una lingua morta" e, dunque, per quanto concerne la correttezza formale, "concede un'autorevolezza indiscussa ai trovatori e alla poesia occitana in cui viene a preservarsi la loro lingua".
Sebbene attinga in modo consistente dall'opera del suo predecessore Raimon Vidal, Jofre dimostra uno spirito critico e un'apertura mentale sui generis sottesa a fornire "un'esposizione del lo saber de trobar comprensibile al pubblico ormai non più capace di intendere il latino", perciò evita "la terminologia latinizzante, spiegando punto per punto in modo elementare la sintassi e la versificazione".
Le Regles de trobar si trovano in due manoscritti diversi dove si riscontrano significative differenze che fanno pensare a qualche indebito intervento. Secondo Marshal, attribuibile a Jofre è anche la Doctrina de compondre dictats (una breve esposizione sulla versificazione e argomenti sui diversi generi della poesia trobadorica) conservata in un unico manoscritto, che suppone si tratti della sezione finale delle Regles de Trobar, separate forse erroneamente da un amanuense disattento.
Tra i lavori di Jofre pervenutici troviamo tre cansos e una cobla. In una delle sue cansos dedica diverse stanze a vari componimenti dei suoi trovatori preferiti: Arnaut de Maruelh (stanze I e II), Perdigon (III e IV), Folquet de Marseille (V), Gaucelm Faidit (VI). Questa innovazione viene ripresa dal Petrarca in modo alquanto simile per celebrare i poeti del Dolce stil novo.

## Opere
La sua poesia è caratterizzata da un registro linguistico molto elevato, apprezzato dai ceti colti. Negli anni il suo stile poetico assume maggior autonomia, pur restando nell'ambito dei canoni relativi all'amore cortese e all'etica cavalleresca, tipici della lirica provenzale.
La sua sfera si ridurrà a un'attività apprezzata nelle corti per il tempo libero.

### Be m'a lonc temps
I

Be m'a lonc temps menat a guiza d'aura

ma bon'amors, quo fainaus sobre vens;

mas lo perill m'asuava e·m daura

lo bos espersqu'ay en vos fermamens,

en cuy amar es ferms totz mos talents,

qu'aissi m'an pes de vos, qu'es blond'e saura,

les grans beutatz e·ls fis ensenhamens.

II

No m'agra ops que·m fos tan agradiva

vostr'amistatz, dona, de bos aibs flors,

pus deviatz envas mi tan autiva

de cor esse, e lunhar mi·l secors

qu'ay atendut lonjamens; quar us plor

m'en sors tan grieus que non cre guaire viva:

si·m destrenhetz, dona, vos et Amors.

III

E ja de vos no·m do so qu'ieu dezire

jamai Jhezus, si per als a murir

tem, mas pe so quar sai ses contradire

que pos mortz fos no·us poyia servir.

Pero si·l mal vos plazen ni·l martir,

ni·l grieu afan de que yeu suy suffrire,

ben aya·l mal e l'afan e·l cossir.
IV

Qu'a mi non deu plazer mas so que·us playa,

pus del tot suy vostres ab bona fe,

sol no vulhats que d'amar vos m'estranya,

quar le poders non es ges mieus de re.

Be suy conques, mas trop suy luenh de be,

qu'en tal cossir m'an empench que m'esglaya

ir'e pezars e dona ses merce.

V

E vos, Amors, pus ab tam ferm coratge

vos am e·us ser, per que·us truep tan nozen?

qu'ades m'ausizetz tolhen alegrage

et ades mi revivetz joys renden,

per qu'ieu trac piegz d'ome de tot moren.

Doncx pus avetz en mi·l plen poderatge,

Amors, merce, no mueyra tan soven!

VI

Dona, per vos m'es Amors tan sobreira;

e si m'auci, de vos mou l'ochaizos.

Don volgra be que·us auzes esquerreira

nomnar vas fe; mas en vos falhizos

non dey pensar sia, pero de vos

tenc er, que·m faitz mal, dona plazenteira,

mon cor e mi e mas bonas chansos.
VII

Vostres suy tan, don'agradiv'e pros,

qu'on piegz mi faitz, ab amor pus enteyra

humils e francs e fis sopley vas vos.